# Kethel en Spaland
Kethel en Spaland (Ook wel: Kethel ca.) was een gemeente in de provincie Zuid-Holland. Kethel en Spaland bestond tot 1 augustus 1941 en is toen opgegaan in Schiedam.

## Fusies
Op 1 april 1817 is de gemeente Oud- en Nieuw-Mathenesse tot stand gekomen door een fusie van een deel van de gemeente Kethel en Spaland en deel van de gemeente Schiedam. Op 1 september 1855 werd de gemeente Nieuwland, Kortland en 's Gravenland aan de gemeente toegevoegd.

### Fusie in 1941
Op 24 juli 1941 besloot de Secretaris-generaal van Binnenlandse zaken dat de gemeente Kethel en Spaland op 1 augustus 1941 zou fuseren met Schiedam. De reden tot fusie was dat Kethel en Spaland nog genoeg grond had om huizen op te bouwen, waar door het Bombardement op Rotterdam veel behoefte aan was. Een andere reden tot fusie was het aanleggen van Rijksweg 20. Het lands- en provinciebestuur vonden dat Kethel en Spaland dat zelf niet aan kon. De raad van Kethel en Spaland protesteerde, maar daar was in oorlogstijd geen beginnen aan. Op de dag van fusie, 1 augustus 1941, fuseerde ook buurgemeente Vlaardinger-Ambacht met Vlaardingen.

## Geografie
Kethel en Spaland had een oppervlakte van 14.48 km² en grensde aan de buurgemeenten Vlaardinger-Ambacht, Hof van Delft, Overschie en Schiedam.
De hoofdplaats van de gemeente was Kethel.
Andere plaatsen in de gemeente waren:
- Kandelaar
- Kerkbuurt
- Spaland
- Windas

De voormalige gemeente Kethel en Spaland had een ingewikkeld grensverloop. Na de fusie in 1941 werden de gemeentegrenzen van Schiedam en Rotterdam hierom rechtgetrokken.

## Burgemeesters
Kethel en Spaland heeft elf burgemeesters gekend:
- Adriaan de Groot (1829 - 1850)
- Larentius Knappert (1850 - 1854)
- B. van Pelt (1854 - 1858)
- A.W.C Domis (1858 - 1867)
- Johan George van Linden van den Heuvell (1867 - 1882)
- A. van Baak (1882 - 1889)
- Suffridus Ypeij (1889 - 1895)
- François Gerard Abraham Gevers Deynoot (augustus 1895 - november 1895)
- Louis Mazel (1895 - 1907)
- J.L Verveen (1907 - 1934)
- Johan Jurriën van der Lip (1934 - 1941)

## Wapen

Het wapen in 1941

Kethel en Spaland had een wapen dat bij de Hoge Raad van Adel die ook op 24 juli 1816 werd geregistreerd. De blazoenering gaat als volgt:
Van goud beladen met een ketel van Sabel.
In 1941 had Kethel en Spaland een onofficieel wapen die bestond uit een Ketel en een Spade met eromheen Goud.